# 高尾山
高尾山（日语：／ Takao San）位于日本东京都西部的八王子市，关东山地东南隅，标高599米。1976年被环境厅指定为明治之森高尾国定公園。由于山地靠近东京都心，每年有数百万的游客前往，被称为“世界上登山者数量第一的山峰”。

## 概况
高尾山位于关东山地的东部边缘，标高599米，是1,697千米长的东海自然步道的起点。1950年，高尾山与其周边的小佛、景信、阵场山等一同被东京都指定为都立自然公园（日语：都立自然公園）。1976年，被环境厅指定为明治之森高尾国定公园（日语：明治の森高尾国定公園）。
高尾山腰中有744年由圣武天皇詔建的高尾山藥王院，是日本佛教真言宗智山派的三大本山之一。该寺院目前主要以本堂所供奉的大权现和天狗像而著名。
高尾山的山顶设有称为“十三州大见晴台”的展望台和高尾山游客中心，在能见度良好时可以眺望富士山和房总半岛。此外，山顶还设有日本国土地理三角测量所使用的二等三角点，坐标为北纬35°37′30.5991、东经139°14′36.992、海拔599.15米。

## 自然
高尾山中生长着1,300种以上的植物，栖息着100种以上的野鸟和5,000种以上的昆虫。人们还在此首次发现了63种植物物种。

## 登山
高尾山上修整有数条登山道提供登山者步行，全程的徒步时间约为1至2小时。

### 各登山道所需的時間[6]
- 1號路：上山100分鐘，下山80分鐘。(3.8KM)
- 2號路：一圏40分鐘。(0.9KM)
- 3號路：上山60分鐘，下山50分鐘。(2.4KM)
- 4號路: 上山50分鐘，下山40分鐘。(1.5KM)
- 5號路: 一圏30分鐘。(0.9KM)
- 6號路: 上山100分鐘，下山80分鐘。(3.3KM)
- 稻荷山登山道：上山100分鐘，下山80分鐘。(3.1KM)
- 高尾山·阵马山登山道：單程5小時20分。(15.3KM)

### 1號路(表參道)
大多數遊客使用的路線。沿途會經過金比羅台展望台，藥王院，淨心門，章魚杉等。

### 2號路
為一環狀路線，位於高尾山的半山腰。起點在登山覽車高尾山站附近。

### 3號路
起點在1號路淨心門的左側，最後會到達高尾山頂。

### 4號路
起點在1號路淨心門的右側，最後會到達高尾山頂。途中經過高尾山唯一一座吊橋。

### 5號路
為一環狀路線，位於高尾山的山頂。路線在高尾山最古老的人工林中。

### 6號路
起點在登山覽車清滝駅，最終會到達山頂。途中經過琵琶滝。

### 稻荷山登山道
登山口在清滝駅左邊的階梯，途中會經過稲荷山及展望台，最終會到達高尾山。

### 高尾山·阵马山登山道
為高尾山至陣馬山的一緃走路線。沿途經過城山，景信山。山頂皆有茶屋販賣熱食及飲料。

## 交通
高尾山山口（清泷站）到山腰（高尾山站）有高尾登山电铁株式会社运行的登山电车（ケーブルカー）和缆车（リフト），两者的单程通行时间分别为约6分钟和约12分钟。除此以外，京王电铁高尾线的终点高尾山口站也设在高尾山脚下。